# Doroteu (mestre da cavalaria)
Doroteu (em latim: Dorotheus) foi um oficial bizantino do século VI, ativo no reinado do imperador Justiniano (r. 527–565). Foi um dos comandantes de cavalaria do exército de Belisário na Batalha de Dara de junho de 530. Estava estacionado na ala direita com Germano, João, Cirilo e Marcelo. Quiçá não pode ser identificado com o mestre dos soldados Doroteu que aparentemente esteve ativo na Armênia quando o confronto em Dara foi travado.